# Grand Prix automobile d'Afrique du Sud 1965
GP précédent GP suivant
Le Grand Prix d'Afrique du Sud 1965 (XIth South African Grand Prix), disputé sur le circuit Prince George le 1er janvier 1965, est la cent-trente-deuxième épreuve du championnat du monde de Formule 1 courue depuis 1950 et la première manche du championnat 1965.

## Contexte avant la course

### Le championnat du monde
Depuis 1961, la Formule 1 suit la réglementation 1 500 cm3 (dérivée de l'ancienne Formule 2 de la période 1957 à 1960). Initialement prévue pour une période de trois ans, la formule a été prolongée de deux années supplémentaires par la Commission sportive internationale, garantissant la stabilité technique jusqu'à fin 1965, alors que la saison 1966 inaugurera la Formule 1 «3 litres». La réglementation s'appuie sur les points suivants :
- interdiction des moteurs suralimentés
- cylindrée minimale : 1 300 cm3
- cylindrée maximale : 1 500 cm3
- poids minimal : 450 kg (à sec)
- double circuit de freinage obligatoire
- arceau de sécurité obligatoire (le haut du cerceau devant dépasser le casque du pilote)
- démarreur de bord obligatoire
- carburant commercial
- ravitaillement en huile interdit durant la course

Le championnat du monde 1964 avait été très disputé, le titre s'étant joué dans la dernière épreuve entre Graham Hill (sur BRM), Jim Clark (sur Lotus) et le «ferrariste» John Surtees, ce dernier ayant été sacré in extremis après l'abandon de Clark à quelques encâblures de l'arrivée. Aucun changement notable n'étant intervenu au sein des équipes de pointe, ces trois pilotes seront logiquement favoris pour l'attribution du titre 1965.

### Les pneumatiques
Depuis 1959, le manufacturier britannique Dunlop était pratiquement le seul fournisseur de pneumatiques en Formule 1. Après une tentative malheureuse en 1960 avec Scarab, Goodyear (déjà présent en endurance et en championnat national USAC) va à nouveau tenter sa chance dans la discipline reine cette saison. La firme américaine équipera cette saison les monoplaces Honda et a également signé un contrat avec Dan Gurney, au sein de l'équipe Brabham.

### Le circuit

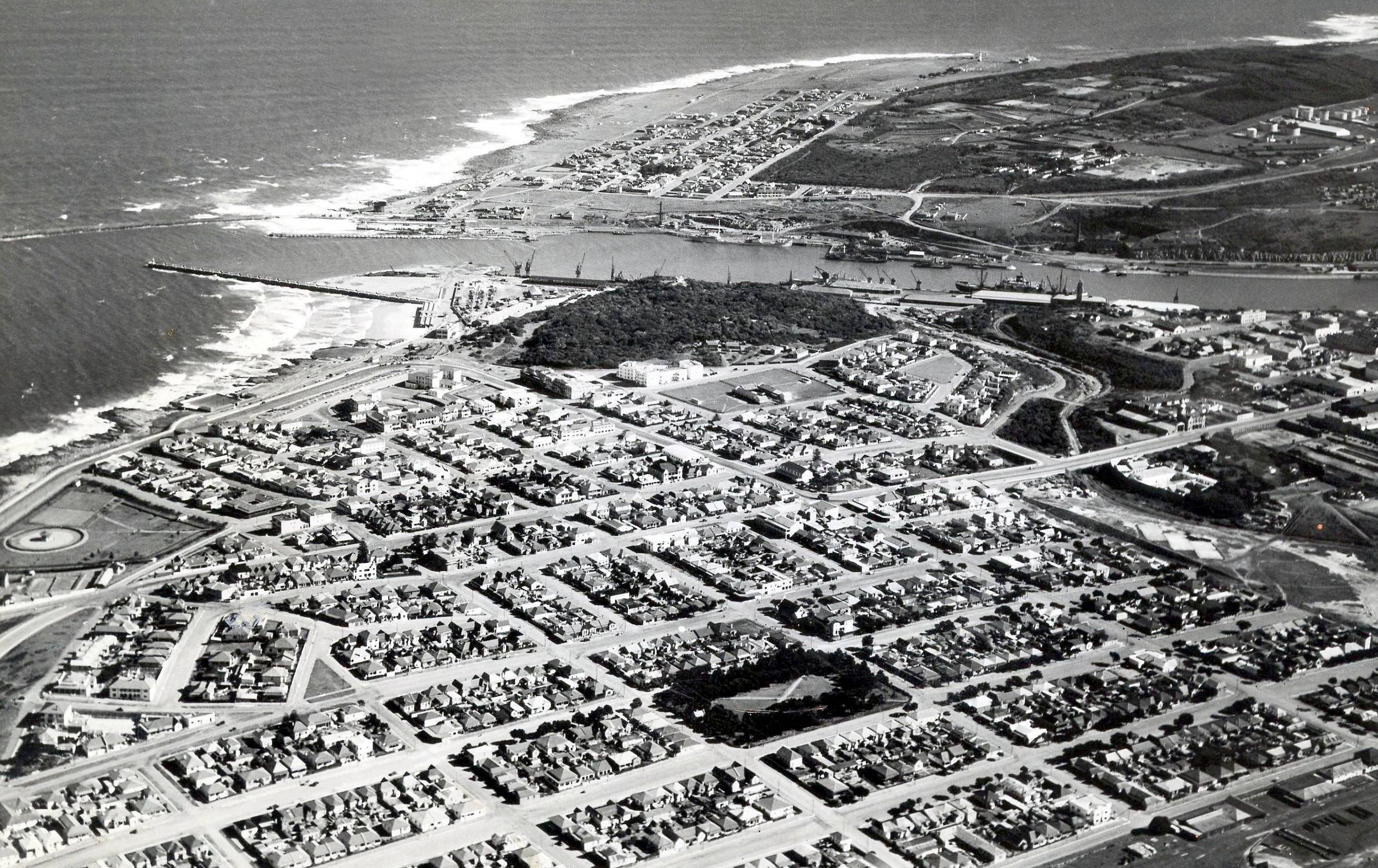
Le circuit Prince George se trouve près d'East London, au bord de l'océan indien.

Situé dans les collines d'East London, en bordure de l'océan Indien, le circuit routier Prince George fut inauguré en 1934, à l'occasion du premier Grand Prix d'Afrique du Sud, épreuve remportée par la Maserati de Whitney Straight. Il développait alors vingt-trois kilomètres. Le site fut toutefois longtemps laissé à l'abandon après la Seconde Guerre mondiale et ce n'est qu'à partir de 1959 qu'il fut de nouveau utilisé, avec un nouveau tracé, respectant les standards de la Formule 1 et d'une longueur réduite à moins de quatre kilomètres. Longeant la plage, la piste, sinueuse et étroite, est souvent exposée aux vents marins. Lors de sa victoire au dernier Grand Prix d'Afrique du Sud (sa deuxième après celle de 1961, hors championnat), Jim Clark avait accompli un tour à la moyenne record de 158,4 km/h au volant de sa Lotus.

## Monoplaces en lice
- Ferrari 158 & 1512 "Usine"

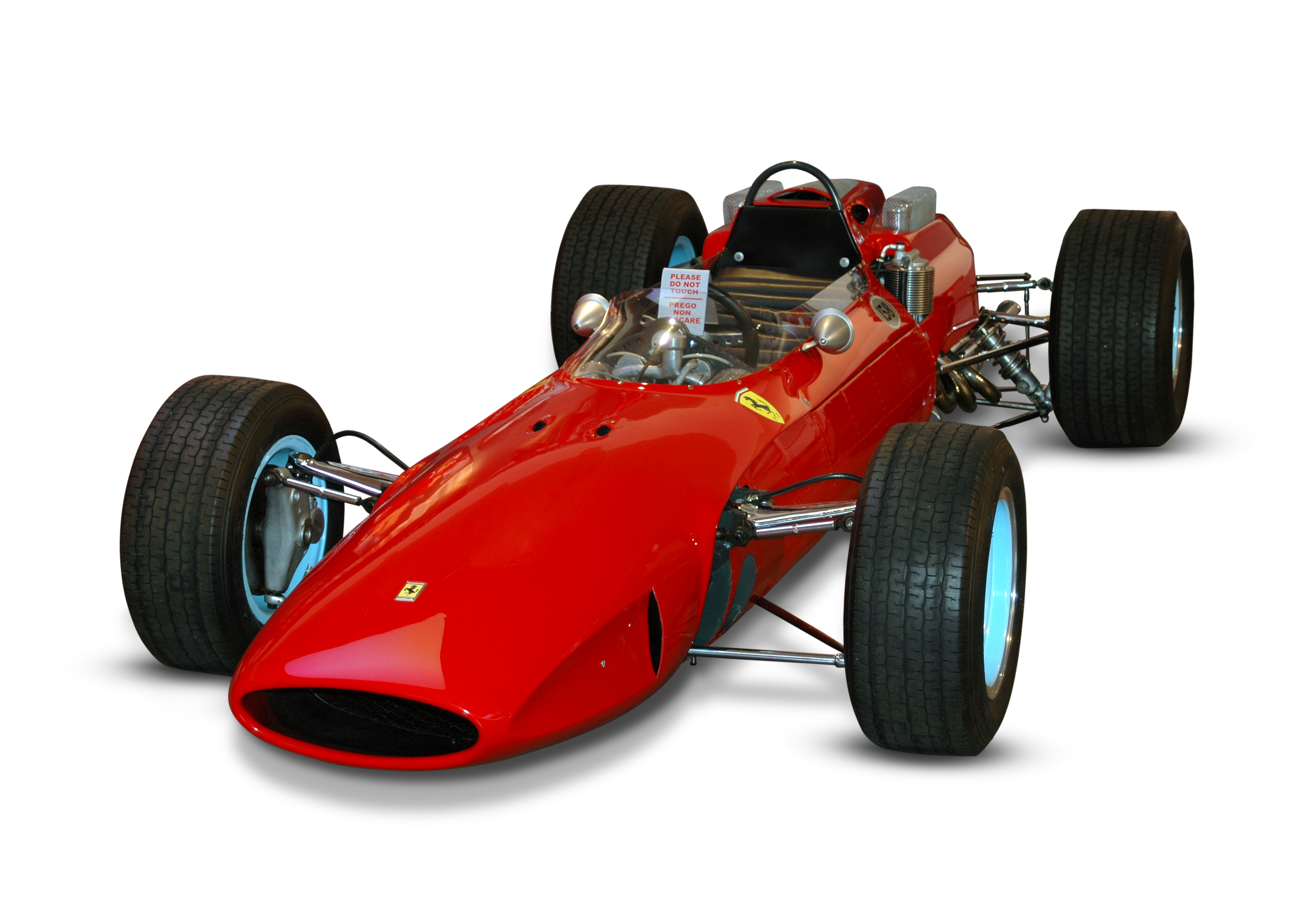
La Ferrari 158 de John Surtees.

Au sein de la Scuderia Ferrari, John Surtees et Lorenzo Bandini disposent de leurs montures habituelles, de nouveau aux couleurs italiennes après résolution du conflit entre le «Commendatore» et la Fédération automobile de son pays. Bandini pilote une 1512 à moteur douze cylindres à plat (avec injection indirecte Lucas, 220 chevaux à 11500 tr/min), son coéquipier jouant la sécurité en lui préférant la 158 (moteur V8 à injection directe Bosch, 210 chevaux à 11000 tr/min), plus fiable. Hormis le moteur, les caractéristiques des deux modèles sont pratiquement identiques : structure monocoque, freins à disques Dunlop («inboard» à l'arrière), boîte de vitesses longitudinale à cinq rapports. La 1512 est deux centimètres plus longue que la 158 (2,40 m d'empattement contre 2,38 m). Elle est aussi un peu plus lourde (475 kg à vide contre 468).
- BRM P261 "Usine"

Après le départ de Richie Ginther chez Honda, c'est l'espoir écossais Jackie Stewart qui épaule désormais Graham Hill dans l'équipe BRM. Tout comme son chef de file, la nouvelle recrue dispose d'une P261 à châssis monocoque, équipée de la dernière version du moteur V8 avec collecteur d'échappement placé au centre du vé. Alimenté par un système d'injection indirecte Lucas, il développe 210 chevaux à 11000 tr/min. Équipées d'une boîte de vitesses à six rapports, elles pèsent 450 kg à vide. Une P261 avec ancienne version du V8 (à échappements latéraux) a également été amenée. Initialement engagée pour le pilote-essayeur Richard Attwood, forfait, elle servira de mulet et permettra au constructeur de tester les pneus Goodyear.
- Lotus 33 "Usine"

Le Team Lotus engage deux 33 pour Jim Clark et Mike Spence. Évolutions de la Lotus 25 qui a introduit la structure monocoque en F1, les 33 sont dotées d'un moteur V8 Coventry Climax FWMV à injection délivrant, dans sa version MKIII, 205 chevaux à 9600 tr/min (une version MkIV, à quatre soupapes par cylindre, est en cours de développement). La transmission est assurée par une boîte de vitesses ZF à cinq rapports. Elles pèsent 455 kg à vide.
- Lotus privées

L'équipe de Tim Parnell a préparé une Lotus 25 à moteur V8 BRM (d'une puissance d'environ 200 chevaux) et boîte cinq vitesses Hewland, confiée à Tony Maggs. Le Rhodésien Clive Puzey tente sa chance au volant de son antique Lotus 18/21, équipée d'un moteur quatre cylindres Climax FPF (environ 150 chevaux). Le pilote local Dave Charlton engage sa Lotus 20, ex Formule Junior qu'il a dotée d'un moteur quatre cylindres Ford. Ted Lanfear aligne également une Formule Junior (Type 22) à moteur Ford pour son pilote Brausch Niemann. Ernie Pieterse et Neville Lederle pilotent quant à eux des Lotus 21 à moteur Climax FPF, préparées par des écuries locales.
- Brabham BT11 "Usine"

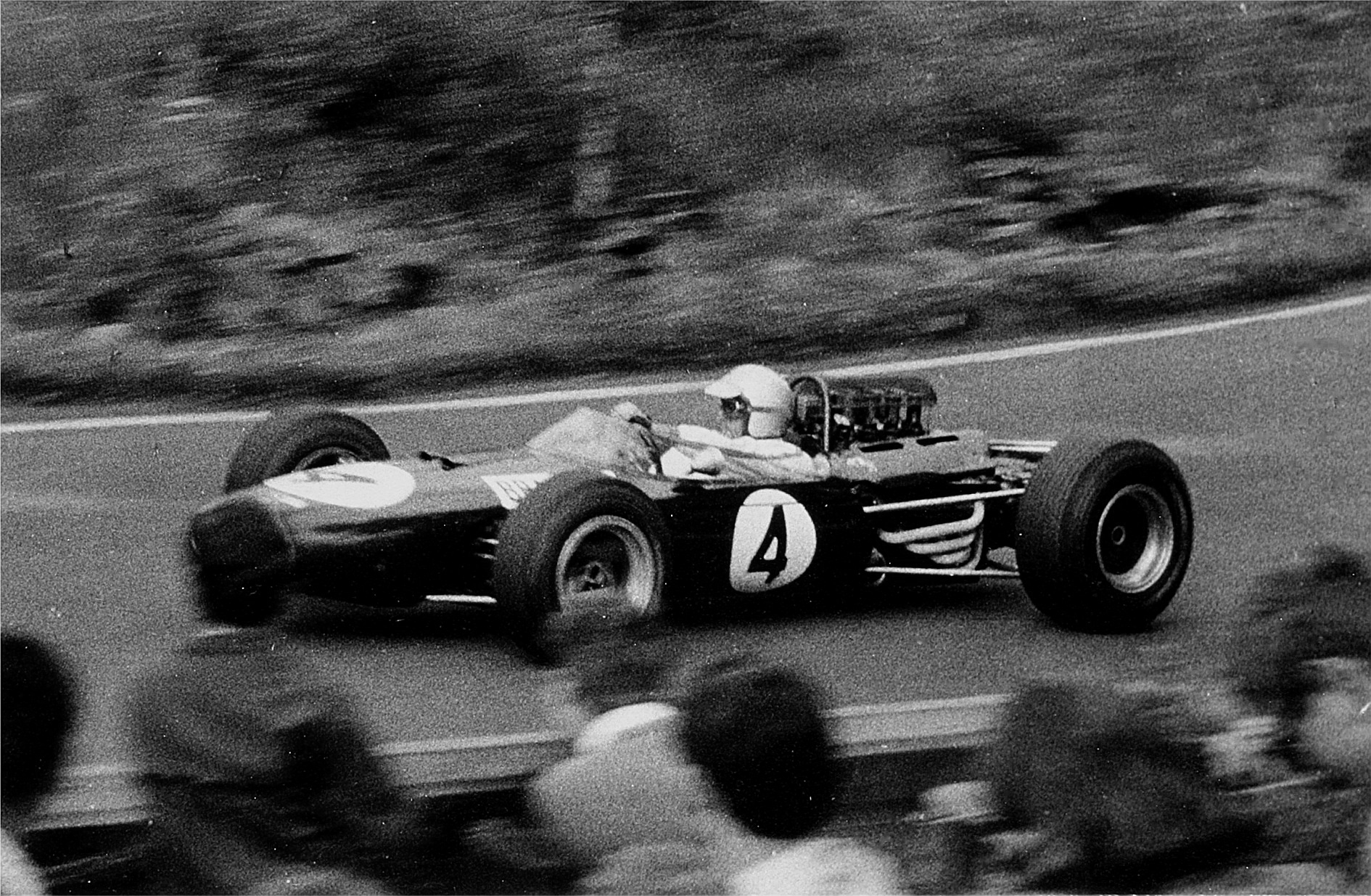
Le pilote-constructeur Jack Brabham sur sa BT11.

Jack Brabham aligne deux BT11 à châssis multitubulaire et moteur V8 Climax à injection, le pilote-constructeur disposant de son châssis habituel alors que Dan Gurney pilote une monoplace flambant neuve. Les BT11 sont dotées d'une boîte de vitesses Hewland à cinq rapports et de suspensions à doubles triangles. Elles pèsent 460 kg à vide.
- Brabham privées

Rob Walker est présent avec une BT7 à moteur V8 Climax pour Joakim Bonnier et une BT11 à moteur V8 BRM pour Joseph Siffert. Les deux voitures utilisent une boîte six vitesses Colotti. L'entrepreneur britannique John Willment a racheté à Walker la Brabham BT11 à moteur BRM utilisées par Bonnier en milieu de saison dernière ; elle est désormais aux mains de Frank Gardner. Willment a également engagé une BT10, ex Formule 2, maintenant équipée d'un quatre cylindres Ford et confiée à Paul Hawkins. Le pilote indépendant David Prophet dispose d'un modèle identique. Bob Anderson pilote sa BT11 personnelle, équipée d'un ancien V8 Climax à carburateurs (développant 190 chevaux) accouplé à une boîte cinq Hewland.
- Cooper T77 & T73 "Usine"

Bruce McLaren étrenne la nouvelle T77, timide évolution de la T73 de 1964. Cette monoplace à châssis multitubulaire est équipée d'un moteur V8 Climax accouplé à une boîte six vitesses conçue et réalisée en interne. Elle pèse environ 460 kg à vide. Nouvellement intégré dans l'équipe en remplacement de Phil Hill, Jochen Rindt ne dispose pas encore du nouveau modèle et utilise une T73 aux caractéristiques semblables.
- Cooper T59 privée

Trevor Blokdyk a engagé sa Cooper T59, ayant équipé cette ancienne Formule Junior d'un moteur Ford à quatre cylindres.
- LDS

Le Sud-Africain Doug Serrurier pilote une LDS Mk2, monoplace de sa conception, inspirée de la Cooper T53 de 1960. Elle est équipée d'un moteur quatre cylindres Alfa Romeo Balbiero mis au point par l'ancien pilote Syd van der Vyver. Sam Tingle pilote un modèle Mk1 également animé par le moteur Alfa Romeo, tandis que Jackie Pretorius a équipé sa Mk1 d'un moteur Climax FPF.
- Alfa Romeo

Peter de Klerk pilote son Alfa Romeo «Special», une ancienne Cooper modifiée avec moteur Alfa Romeo Balbiero et boîte de vitesses Porsche.

## Coureurs inscrits

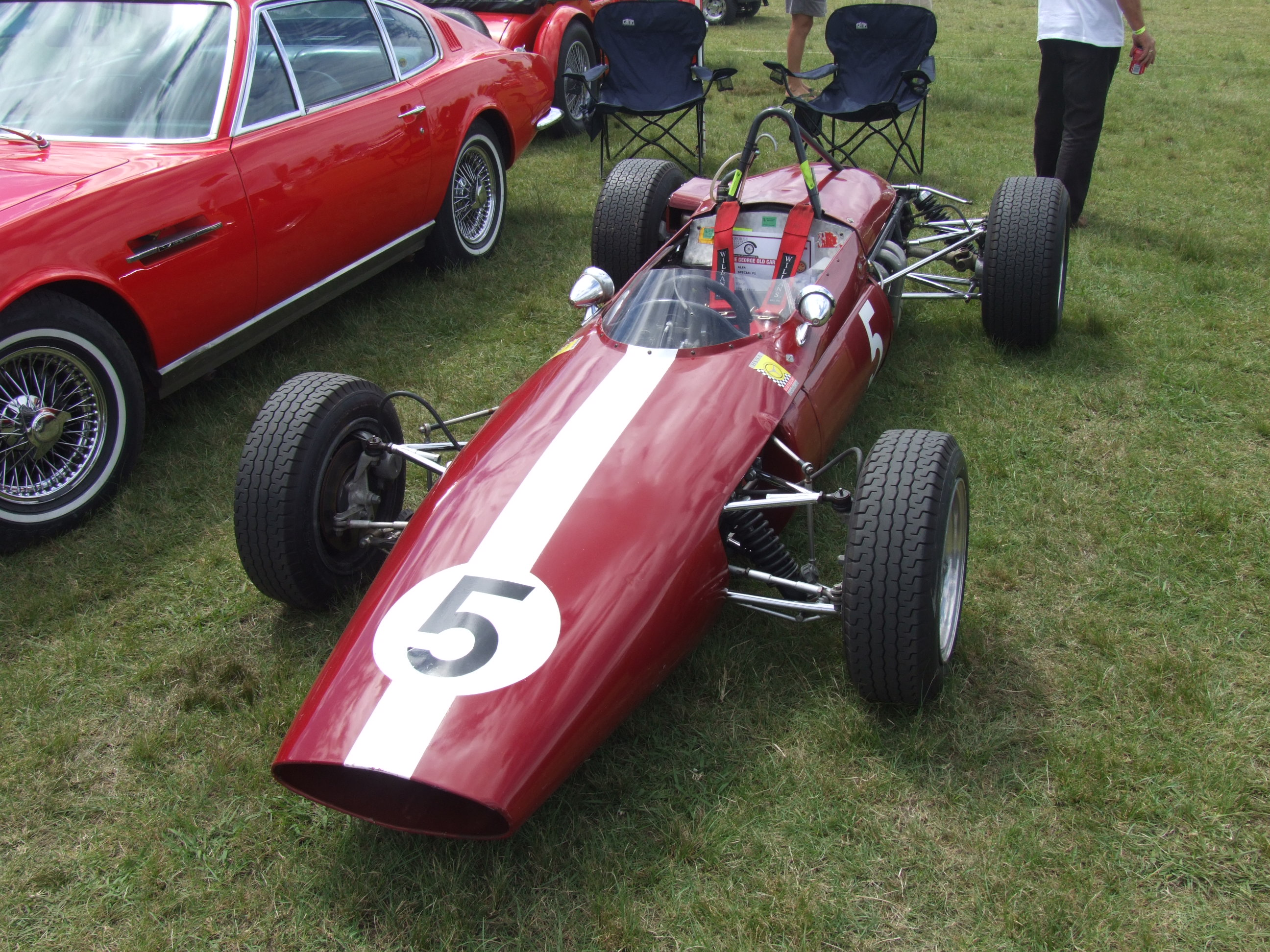
L'Alfa Romeo Special de Peter de Klerk.

| no     | Pilote                      | Écurie                      | Constructeur | Modèle       | N° châssis | Moteur                        | Pneumatiques |
| ------ | --------------------------- | --------------------------- | ------------ | ------------ | ---------- | ----------------------------- | ------------ |
| 1      | John Surtees                | SpA Ferrari SEFAC           | Ferrari      | Ferrari 158  | 158/0005   | Ferrari 205B V8               | D            |
| 2      | Lorenzo Bandini             | SpA Ferrari SEFAC           | Ferrari      | Ferrari 1512 | 1512/0007  | Ferrari 207 F12               | D            |
| 3      | Graham Hill                 | Owen Racing Organisation    | BRM          | BRM P261     | 2616       | BRM P60 V8                    | D            |
| 4      | Jackie Stewart              | Owen Racing Organisation    | BRM          | BRM P261     | 2617       | BRM P60 V8                    | D            |
| 5      | Jim Clark                   | Team Lotus                  | Lotus        | Lotus 33     | 33 R10     | Coventry Climax FWMV MkIII V8 | D            |
| 6      | Mike Spence                 | Team Lotus                  | Lotus        | Lotus 33     | 33 R9      | Coventry Climax FWMV MkIII V8 | D            |
| 7      | Jack Brabham                | Brabham Racing Organisation | Brabham      | Brabham BT11 | F1-1-64    | Coventry Climax FWMV MkIII V8 | D            |
| 8      | Dan Gurney                  | Brabham Racing Organisation | Brabham      | Brabham BT11 | F1-2-64    | Coventry Climax FWMV MkIII V8 | G            |
| 9      | Bruce McLaren               | Cooper Car Company          | Cooper       | Cooper T77   | F1-2-65    | Coventry Climax FWMV MkIII V8 | D            |
| 10     | Jochen Rindt                | Cooper Car Company          | Cooper       | Cooper T73   | F1-2-64    | Coventry Climax FWMV MkIII V8 | D            |
| 11     | Joakim Bonnier              | Rob Walker Racing Team      | Brabham      | Brabham BT7  | F1-2-63    | Coventry Climax FWMV MkII V8  | D            |
| 12     | Joseph Siffert              | Rob Walker Racing Team      | Brabham      | Brabham BT11 | F1-6-64    | BRM P56 V8                    | D            |
| 14     | Bob Anderson                | DW Racing Enterprises       | Brabham      | Brabham BT11 | F1-5-64    | Coventry Climax FWMV MkI V8   | D            |
| 15     | Tony Maggs                  | Reg Parnell Racing          | Lotus        | Lotus 25     | 25 R4      | BRM P56 V8                    | D            |
| 16     | Frank Gardner               | John Willment Automobiles   | Brabham      | Brabham BT11 | F1-4-64    | BRM P56 V8                    | D            |
| 17     | John Love                   | Privé                       | Cooper       | Cooper T55   | F1-11-61   | Coventry Climax FPF L4        | D            |
| 18     | Paul Hawkins                | John Willment Automobiles   | Brabham      | Brabham BT10 | F2-2-64    | Ford 109E L4                  | D            |
| 19     | David Prophet               | Privé                       | Brabham      | Brabham BT10 | F2-10-64   | Ford 109E L4                  | D            |
| 20     | Peter de Klerk              | Otelle Nucci                | Alfa Romeo   | Alfa Special | -          | Alfa Romeo Bialbero L4        | D            |
| 21     | Doug Serrurier              | Otelle Nucci                | LDS          | LDS Mk2      | -          | Alfa Romeo Bialbero L4        | D            |
| 22     | Ernie Pieterse              | Lawson Organisation         | Lotus        | Lotus 21     | 21-937     | Coventry Climax FPF L4        | D            |
| 23     | Neville Lederle             | Scuderia Scribante          | Lotus        | Lotus 21     | 21-938     | Coventry Climax FPF L4        | D            |
| 24     | Clive Puzey                 | Privé                       | Lotus        | Lotus 18/21  | P2         | Coventry Climax FPF L4        | D            |
| 25     | Sam Tingle                  | Privé                       | LDS          | LDS Mk1      | -          | Alfa Romeo Bialbero L4        | D            |
| 27     | Brausch Niemann             | Ted Lanfear                 | Lotus        | Lotus 22     | 22-J-17    | Ford 109E L4                  | D            |
| 28     | Trevor Blokdyk              | Privé                       | Cooper       | Cooper T59   | FJ-?-62    | Ford 109E L4                  | D            |
| 29     | Jackie Pretorius            | Privé                       | LDS          | LDS Mk1      | -          | Alfa Romeo Bialbero L4        | D            |
| 32     | Dave Charlton               | Privé                       | Lotus        | Lotus 20     | 20-526     | Ford 109E L4                  | D            |
| 34 34T | Richard Attwood Graham Hill | Owen Racing Organisation    | BRM          | BRM P261     | 2615       | BRM P60 V8                    | G & D        |

## Qualifications
Après une séance de pré-qualification le mardi pour les neuf pilotes non invités, trois séances qualificatives sont prévues, le mercredi après-midi, le jeudi matin et le jeudi après-midi précédant la course.

### Pré-qualification - mardi 29 décembre
Les organisateurs ont limité à vingt le nombre de monoplaces admises au départ. Sur vingt-huit pilotes présents, seize sont toutefois qualifiés d'office : les dix des équipes d'usine ainsi que cinq (les plus expérimentés) des équipes privées, tout comme le pilote indépendant John Love, auréolé de son titre de champion d'Afrique du Sud. Douze pilotes devront donc se disputer les quatre places restantes sur la grille lors des séances de qualification. La piste, étroite, développant à peine quatre kilomètres, la direction de course a organisé une séance d'essais préliminaires le mardi après-midi afin que des concurrents trop lents ne perturbent pas les séances de qualification les jours suivants, ceux ne réussissant pas à effectuer un tour en moins d'une minute et trente-sept secondes (145,4 km/h de moyenne) étant directement éliminés. Les douze pilotes devant se soumettre à cet exercice sont :
- Paul Hawkins (Brabham-Ford)
- David Prophet (Brabham-Ford)
- Peter de Klerk (Alfa Romeo)
- Doug Serrurier (LDS-Alfa Romeo)
- Ernie Pieterse (Lotus-Climax)
- Neville Lederle (Lotus-Climax)
- Clive Puzey (Lotus-Climax)
- Sam Tingle (LDS-Alfa Romeo)
- Brausch Niemann (Lotus-Ford)
- Trevor Blokdyk (Cooper-Ford)
- Jackie Pretorius (LDS-Alfa Romeo)
- Dave Charlton (Lotus-Ford)

Seuls Puzey, Pretorius et Charlton ne parvenant pas à franchir la barre d'1 min 37 s au tour au cours de cette séance extraordinaire du mardi, vingt-cinq pilotes (les seize invités et les neuf pré-qualifiés) effectueront les essais officiels.

### Première séance - mercredi 30 décembre (après-midi)
La séance du mercredi après-midi va se dérouler sous un chaud soleil, avec cependant un vent fort. Nouveau venu dans l'équipe BRM, Jackie Stewart, qui découvre le circuit, est le premier à prendre la piste. Son chef de file Graham Hill commence la session au volant du mulet, équipé pour la première fois de pneus Goodyear, en attendant que la préparation de sa monoplace habituelle soit achevée. À peine remis d'une hernie discale, Jim Clark porte un corset sous sa combinaison. Cela ne l'empêche pas de se montrer d'emblée le plus rapide au volant de sa Lotus, établissant bientôt un nouveau record (officieux) à 161 km/h de moyenne. Personne ne sera en mesure de contester la supériorité du pilote écossais, John Surtees et sa Ferrari échouant à six dixièmes de seconde et Mike Spence, sur la deuxième Lotus, à neuf dixièmes. Hill n'a pu effectuer que quelques tours sur sa voiture de course avant que le moteur n'explose et a dû se rabattre à nouveau sur la voiture de réserve, qui dispose toujours de l'ancienne version du moteur V8, à échappement latéral. Il a cependant demandé que les habituels pneus Dunlop soient chaussés, qui vont se révéler plus performants. C'est dans cette configuration que l'ancien champion du monde réalisera le quatrième temps de la journée, à une seconde de Clark. Dan Gurney a signé un contrat personnel avec Goodyear, aussi sa Brabham est-elle équipée des pneus américain. Malgré leur efficacité moindre face aux Dunlop, le pilote californien respectera son engagement, alors que son patron Jack Brabham préférera revenir aux pneus britanniques en toute fin de séance, égalant aussitôt le temps de son coéquipier, à plus de deux secondes toutefois de Clark.
| Pos. | Pilote          | Écurie         | Temps        | Écart    |
| ---- | --------------- | -------------- | ------------ | -------- |
| 1    | Jim Clark       | Lotus-Climax   | 1 min 27 s 6 |          |
| 2    | John Surtees    | Ferrari        | 1 min 28 s 2 | + 0 s 6  |
| 3    | Mike Spence     | Lotus-Climax   | 1 min 28 s 5 | + 0 s 9  |
| 4    | Graham Hill     | BRM            | 1 min 28 s 6 | + 1 s 0  |
| 5    | Jack Brabham    | Brabham-Climax | 1 min 29 s 8 | + 2 s 2  |
| 6    | Dan Gurney      | Brabham-Climax | 1 min 29 s 8 | + 2 s 2  |
| 7    | Bruce McLaren   | Cooper-Climax  | 1 min 30 s 2 | + 2 s 6  |
| 8    | Jackie Stewart  | BRM            | 1 min 31 s 6 | + 4 s 0  |
| 9    | Joseph Siffert  | Brabham-BRM    | 1 min 32 s 2 | + 4 s 6  |
| 10   | Paul Hawkins    | Brabham-Ford   | 1 min 33 s 1 | + 5 s 5  |
| 11   | Jochen Rindt    | Cooper-Climax  | 1 min 33 s 2 | + 5 s 6  |
| 12   | Lorenzo Bandini | Ferrari        | 1 min 33 s 6 | + 6 s 0  |
| 13   | John Love       | Cooper-Climax  | 1 min 33 s 8 | + 6 s 2  |
| 14   | Tony Maggs      | Lotus-BRM      | 1 min 34 s 5 | + 6 s 9  |
| 15   | Sam Tingle      | LDS-Alfa Romeo | 1 min 34 s 6 | + 7 s 0  |
| 16   | Joakim Bonnier  | Brabham-Climax | 1 min 35 s 1 | + 7 s 5  |
| 17   | David Prophet   | Brabham-Ford   | 1 min 35 s 1 | + 7 s 5  |
| 18   | Neville Lederle | Lotus-Climax   | 1 min 35 s 2 | + 7 s 6  |
| 19   | Peter de Klerk  | Alfa Romeo     | 1 min 35 s 4 | + 7 s 8  |
| 20   | Doug Serrurier  | LDS-Climax     | 1 min 35 s 7 | + 8 s 1  |
| 21   | Trevor Blokdyk  | Cooper-Ford    | 1 min 35 s 8 | + 8 s 2  |
| 22   | Brausch Niemann | Lotus-Ford     | 1 min 36 s 2 | + 8 s 6  |
| 23   | Frank Gardner   | Brabham-BRM    | 1 min 36 s 7 | + 9 s 1  |
| 24   | Bob Anderson    | Brabham-Climax | 1 min 36 s 8 | + 9 s 2  |
| 25   | Ernie Pieterse  | Lotus-Climax   | 1 min 37 s 9 | + 10 s 3 |

### Deuxième séance - jeudi 31 décembre (matin)
La deuxième session est programmée à partir de six heures du matin, le jeudi, heure à laquelle le vent du large n'est pas encore levé. La température est relativement fraiche lorsque s'élancent les premières voitures. Graham Hill a récupéré sa monture habituelle, sur laquelle a été montée la boîte de vitesses du mulet, sur laquelle l'étagement des vitesses convient mieux aux virages lents du circuit. Il ne parvient cependant pas à améliorer sa performance de la veille et ne réalisera que le cinquième temps de la matinée, Clark ayant une nouvelle fois écrasé la concurrence avec un tour à 161,8 km/h de moyenne, avec près d'une seconde d'avance sur Surtees, qui devance de peu Brabham et Spence. Ayant conservé ses pneus Goodyear, Gurney est devancé de plus d'une seconde par son coéquipier ; après avoir accompli quelques tours avec les gommes américaines en fin de séance, Brabham a définitivement opté pour les Dunlop.
| Pos. | Pilote          | Écurie         | Temps        | Écart    |
| ---- | --------------- | -------------- | ------------ | -------- |
| 1    | Jim Clark       | Lotus-Climax   | 1 min 27 s 2 |          |
| 2    | John Surtees    | Ferrari        | 1 min 28 s 1 | + 0 s 9  |
| 3    | Jack Brabham    | Brabham-Climax | 1 min 28 s 3 | + 1 s 1  |
| 4    | Mike Spence     | Lotus-Climax   | 1 min 28 s 3 | + 1 s 1  |
| 5    | Graham Hill     | BRM            | 1 min 28 s 7 | + 1 s 5  |
| 6    | Lorenzo Bandini | Ferrari        | 1 min 29 s 3 | + 2 s 1  |
| 7    | Joakim Bonnier  | Brabham-Climax | 1 min 29 s 3 | + 2 s 1  |
| 8    | Bruce McLaren   | Cooper-Climax  | 1 min 29 s 4 | + 2 s 2  |
| 9    | Dan Gurney      | Brabham-Climax | 1 min 29 s 6 | + 2 s 4  |
| 10   | Jochen Rindt    | Cooper-Climax  | 1 min 30 s 4 | + 3 s 2  |
| 11   | Bob Anderson    | Brabham-Climax | 1 min 31 s 0 | + 3 s 8  |
| 12   | Tony Maggs      | Lotus-BRM      | 1 min 31 s 3 | + 4 s 1  |
| 13   | Jackie Stewart  | BRM            | 1 min 31 s 6 | + 4 s 4  |
| 14   | Joseph Siffert  | Brabham-BRM    | 1 min 32 s 5 | + 5 s 3  |
| 15   | Frank Gardner   | Brabham-BRM    | 1 min 32 s 5 | + 5 s 3  |
| 16   | Peter de Klerk  | Alfa Romeo     | 1 min 33 s 3 | + 6 s 1  |
| 17   | David Prophet   | Brabham-Ford   | 1 min 33 s 9 | + 6 s 7  |
| 18   | Trevor Blokdyk  | Cooper-Ford    | 1 min 35 s 2 | + 8 s 0  |
| 19   | Sam Tingle      | LDS-Alfa Romeo | 1 min 35 s 5 | + 8 s 3  |
| 20   | Doug Serrurier  | LDS-Climax     | 1 min 36 s 2 | + 9 s 0  |
| 21   | Brausch Niemann | Lotus-Ford     | 1 min 36 s 6 | + 9 s 4  |
| 22   | Neville Lederle | Lotus-Climax   | 1 min 38 s 4 | + 11 s 2 |

### Troisième séance - jeudi 31 décembre (après-midi)
La dernière session qualificative se déroule le jeudi en fin d'après-midi. Un fort vent contraire sévit dans la partie la plus rapide du circuit. Satisfaits de leurs monoplaces, les pilotes de l'équipe Lotus ne vont effectuer que deux tours lancés, passant le reste du temps à la plage toute proche ! Clark n'en réalise pas moins la meilleure performance de la journée, mais à plus d'une seconde du temps obtenu le matin. Tournant assidument, Graham Hill s'approche à un dixième de seconde de Clark, égalant son chrono réalisé le mercredi avec le mulet. Après avoir fait changer le moteur de sa Brabham, Gurney (toujours en pneus Goodyear) réalise le troisième temps de la séance, à une seconde de Clark. Dans des conditions difficiles (le vent violent altérant également la visibilité), seuls trois pilotes vont parvenir à améliorer leur place sur la grille : Gurney, mais aussi Stewart et Joseph Siffert (sur une Brabham de l'équipe de Rob Walker), qui avaient tous deux rencontré des problèmes mécaniques lors des précédentes sessions. Clark s'élancera une nouvelle fois en pole position, au côté de Surtees et Brabham, Spence et Hill formant la deuxième ligne.
| Pos. | Pilote          | Écurie         | Temps        | Écart    |
| ---- | --------------- | -------------- | ------------ | -------- |
| 1    | Jim Clark       | Lotus-Climax   | 1 min 28 s 5 |          |
| 2    | Graham Hill     | BRM            | 1 min 28 s 6 | + 0 s 1  |
| 3    | Dan Gurney      | Brabham-Climax | 1 min 29 s 5 | + 1 s 0  |
| 4    | Lorenzo Bandini | Ferrari        | 1 min 29 s 7 | + 1 s 2  |
| 5    | John Surtees    | Ferrari        | 1 min 29 s 9 | + 1 s 4  |
| 6    | Jackie Stewart  | BRM            | 1 min 30 s 5 | + 2 s 0  |
| 7    | Bruce McLaren   | Cooper-Climax  | 1 min 30 s 9 | + 2 s 4  |
| 8    | Joakim Bonnier  | Brabham-Climax | 1 min 31 s 6 | + 3 s 1  |
| 9    | Joseph Siffert  | Brabham-BRM    | 1 min 31 s 8 | + 3 s 3  |
| 10   | Frank Gardner   | Brabham-BRM    | 1 min 32 s 3 | + 3 s 8  |
| 11   | Jochen Rindt    | Cooper-Climax  | 1 min 33 s 4 | + 4 s 9  |
| 12   | Paul Hawkins    | Brabham-Ford   | 1 min 34 s 5 | + 6 s 0  |
| 13   | John Love       | Cooper-Climax  | 1 min 35 s 6 | + 7 s 1  |
| 14   | David Prophet   | Brabham-Ford   | 1 min 36 s 4 | + 7 s 9  |
| 15   | Neville Lederle | Lotus-Climax   | 1 min 38 s 0 | + 9 s 5  |
| 16   | Tony Maggs      | Lotus-BRM      | 1 min 38 s 5 | + 10 s 0 |
| 17   | Peter de Klerk  | Alfa Romeo     | 1 min 38 s 6 | + 10 s 1 |
| 18   | Doug Serrurier  | LDS-Climax     | 1 min 38 s 9 | + 10 s 4 |
| 19   | Trevor Blokdyk  | Cooper-Ford    | 1 min 38 s 9 | + 10 s 4 |
| 20   | Sam Tingle      | LDS-Alfa Romeo | 1 min 38 s 6 | + 10 s 1 |
| 21   | Brausch Niemann | Lotus-Ford     | 1 min 43 s 4 | + 14 s 9 |

### Tableau final des qualifications

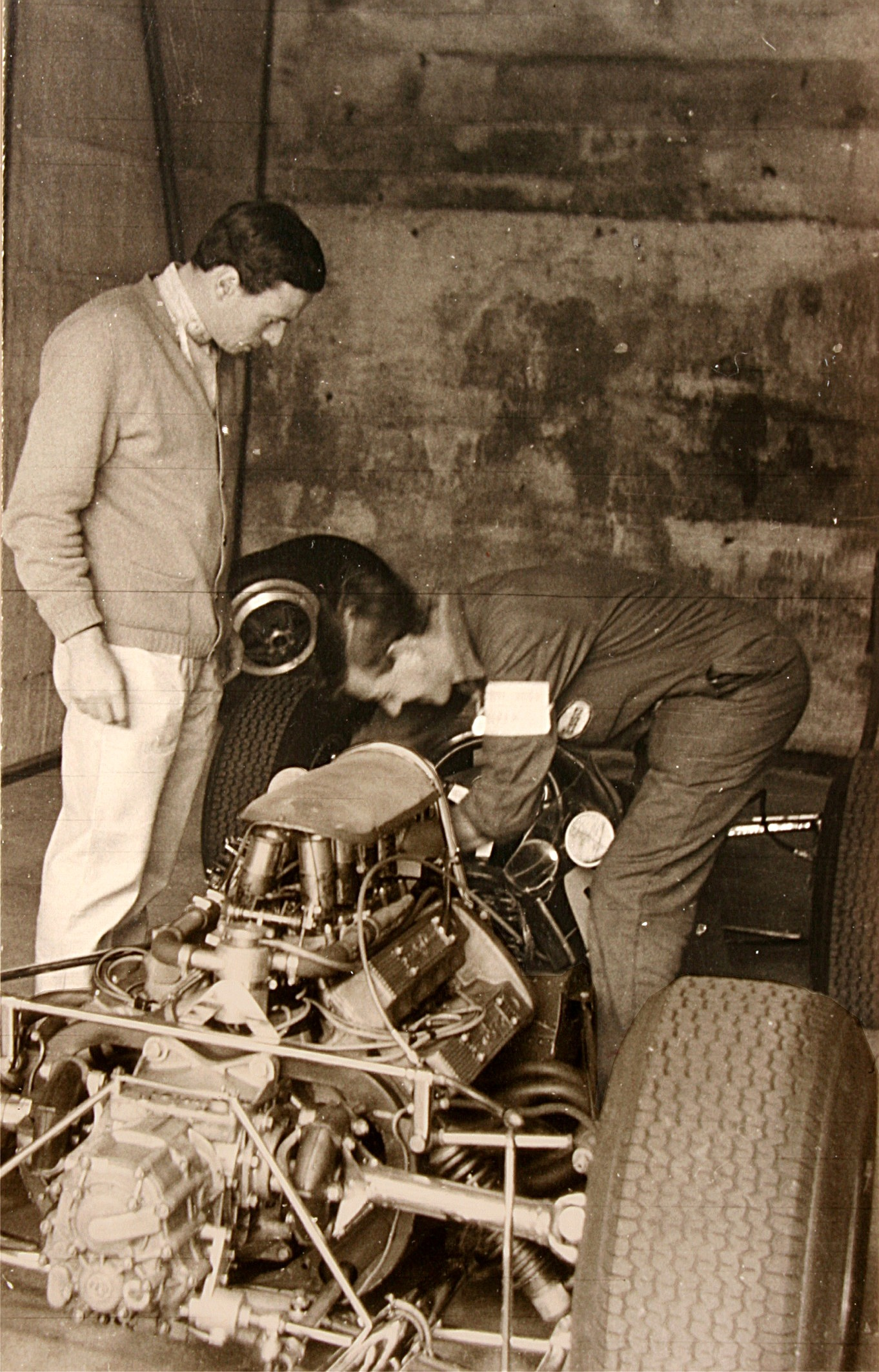
Jim Clark et sa Lotus ont dominé les trois séances d'essais.

| Pos. | Pilote          | Écurie         | Temps        | Écart    | Commentaire                          |
| ---- | --------------- | -------------- | ------------ | -------- | ------------------------------------ |
| 1    | Jim Clark       | Lotus-Climax   | 1 min 27 s 2 |          | temps réalisé le jeudi matin         |
| 2    | John Surtees    | Ferrari        | 1 min 28 s 1 | + 0 s 9  | temps réalisé le jeudi matin         |
| 3    | Jack Brabham    | Brabham-Climax | 1 min 28 s 3 | + 1 s 1  | temps réalisé le jeudi matin         |
| 4    | Mike Spence     | Lotus-Climax   | 1 min 28 s 3 | + 1 s 1  | temps réalisé le jeudi matin         |
| 5    | Graham Hill     | BRM            | 1 min 28 s 6 | + 1 s 4  | temps réalisé le mercredi après-midi |
| 6    | Lorenzo Bandini | Ferrari        | 1 min 29 s 3 | + 2 s 1  | temps réalisé le jeudi matin         |
| 7    | Joakim Bonnier  | Brabham-Climax | 1 min 29 s 3 | + 2 s 1  | temps réalisé le jeudi matin         |
| 8    | Bruce McLaren   | Cooper-Climax  | 1 min 29 s 4 | + 2 s 2  | temps réalisé le jeudi matin         |
| 9    | Dan Gurney      | Brabham-Climax | 1 min 29 s 5 | + 2 s 3  | temps réalisé le jeudi après-midi    |
| 10   | Jochen Rindt    | Cooper-Climax  | 1 min 30 s 4 | + 3 s 2  | temps réalisé le jeudi matin         |
| 11   | Jackie Stewart  | BRM            | 1 min 30 s 5 | + 3 s 3  | temps réalisé le jeudi après-midi    |
| 12   | Bob Anderson    | Brabham-Climax | 1 min 31 s 0 | + 3 s 8  | temps réalisé le jeudi matin         |
| 13   | Tony Maggs      | Lotus-BRM      | 1 min 31 s 3 | + 4 s 1  | temps réalisé le jeudi matin         |
| 14   | Joseph Siffert  | Brabham-BRM    | 1 min 31 s 8 | + 4 s 6  | temps réalisé le jeudi après-midi    |
| 15   | Frank Gardner   | Brabham-BRM    | 1 min 32 s 5 | + 5 s 3  | temps réalisé le jeudi matin         |
| 16   | Paul Hawkins    | Brabham-Ford   | 1 min 33 s 1 | + 5 s 9  | temps réalisé le mercredi après-midi |
| 17   | Peter de Klerk  | Alfa Romeo     | 1 min 33 s 3 | + 6 s 1  | temps réalisé le jeudi matin         |
| 18   | John Love       | Cooper-Climax  | 1 min 33 s 8 | + 6 s 6  | temps réalisé le mercredi après-midi |
| 19   | David Prophet   | Brabham-Ford   | 1 min 33 s 9 | + 6 s 7  | temps réalisé le jeudi matin         |
| 20   | Sam Tingle      | LDS-Alfa Romeo | 1 min 34 s 6 | + 7 s 4  | temps réalisé le mercredi après-midi |
| 21   | Neville Lederle | Lotus-Climax   | 1 min 35 s 2 | + 8 s 0  | temps réalisé le mercredi après-midi |
| 22   | Trevor Blokdyk  | Cooper-Ford    | 1 min 35 s 2 | + 8 s 0  | temps réalisé le jeudi matin         |
| 23   | Doug Serrurier  | LDS-Climax     | 1 min 35 s 7 | + 8 s 5  | temps réalisé le mercredi après-midi |
| 24   | Brausch Niemann | Lotus-Ford     | 1 min 36 s 2 | + 9 s 0  | temps réalisé le mercredi après-midi |
| 25   | Ernie Pieterse  | Lotus-Climax   | 1 min 37 s 9 | + 10 s 7 | temps réalisé le mercredi après-midi |

## Grille de départ

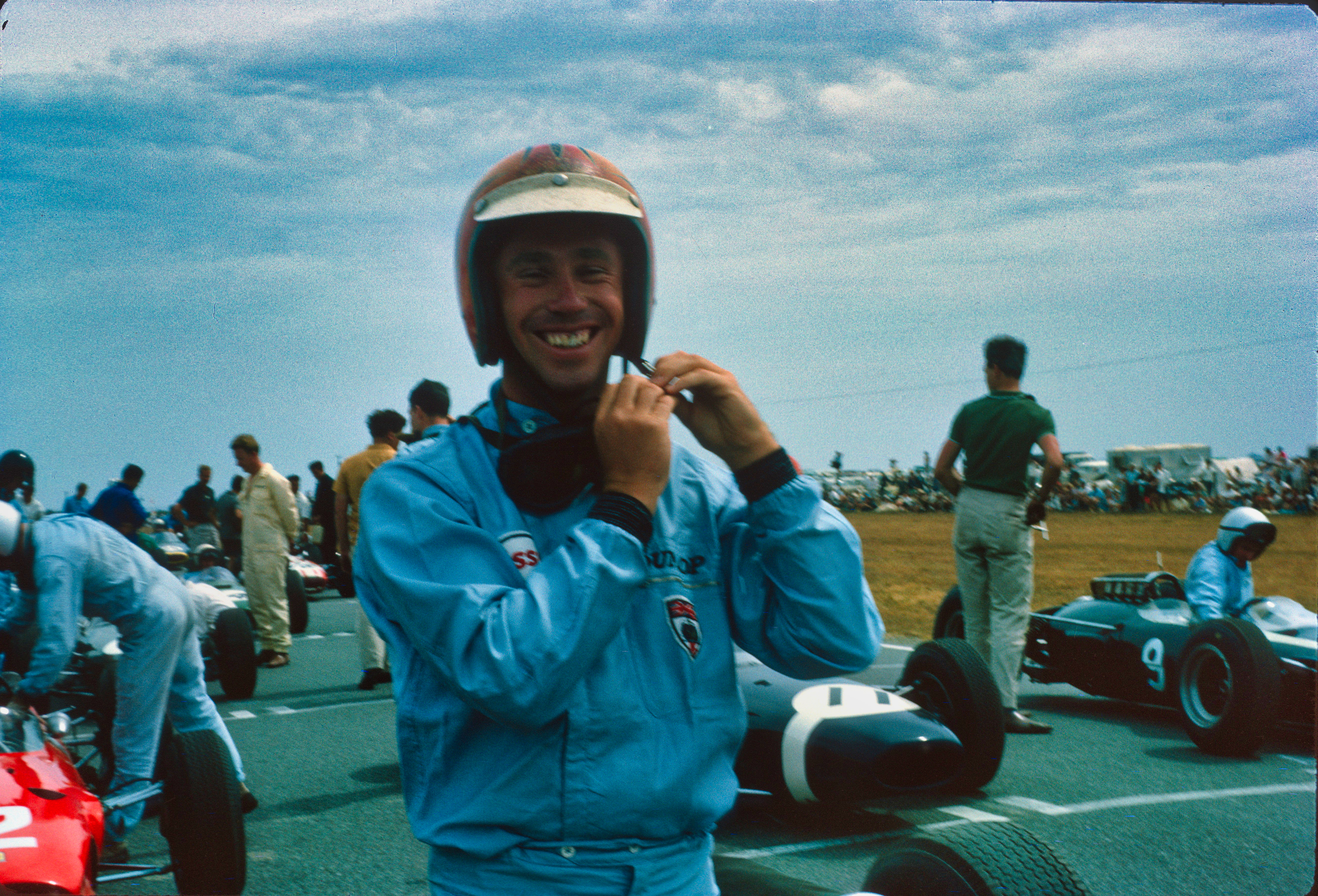
Placé à la corde de la deuxième ligne, Mike Spence s'apprête à prendre le volant de sa Lotus.

| 1re ligne | Pos. 3                      |                              | Pos. 2                        |                              | Pos. 1                       |
|           | Brabham 1 min 28 s 3        |                              | Surtees Ferrari 1 min 28 s 1  |                              | Clark Lotus 1 min 27 s 2     |
| 2e ligne  |                             | Pos. 5                       |                               | Pos. 4                       |                              |
|           |                             | G. Hill BRM 1 min 28 s 6     |                               | Spence Lotus 1 min 28 s 3    |                              |
| 3e ligne  | Pos. 8                      |                              | Pos. 7                        |                              | Pos. 6                       |
|           | McLaren Cooper 1 min 29 s 4 |                              | Bonnier Brabham 1 min 29 s 3  |                              | Bandini Ferrari 1 min 29 s 3 |
| 4e ligne  |                             | Pos. 10                      |                               | Pos. 9                       |                              |
|           |                             | Rindt Cooper 1 min 30 s 4    |                               | Gurney Brabham 1 min 29 s 5  |                              |
| 5e ligne  | Pos. 13                     |                              | Pos. 12                       |                              | Pos. 11                      |
|           | Maggs Lotus 1 min 31 s 3    |                              | Anderson Brabham 1 min 31 s 0 |                              | Stewart BRM 1 min 30 s 5     |
| 6e ligne  |                             | Pos. 15                      |                               | Pos. 14                      |                              |
|           |                             | Gardner Brabham 1 min 32 s 3 |                               | Siffert Brabham 1 min 31 s 8 |                              |
| 7e ligne  | Pos. 18                     |                              | Pos. 17                       |                              | Pos. 16                      |
|           | Love Cooper 1 min 33 s 8    |                              | Klerk Alfa Romeo 1 min 33 s 3 |                              | Hawkins Lotus 1 min 33 s 1   |
| 8e ligne  |                             | Pos. 20                      |                               | Pos. 19                      |                              |
|           |                             | Tingle LDS 1 min 34 s 6      |                               | Prophet Brabham 1 min 33 s 9 |                              |

## Déroulement de la course

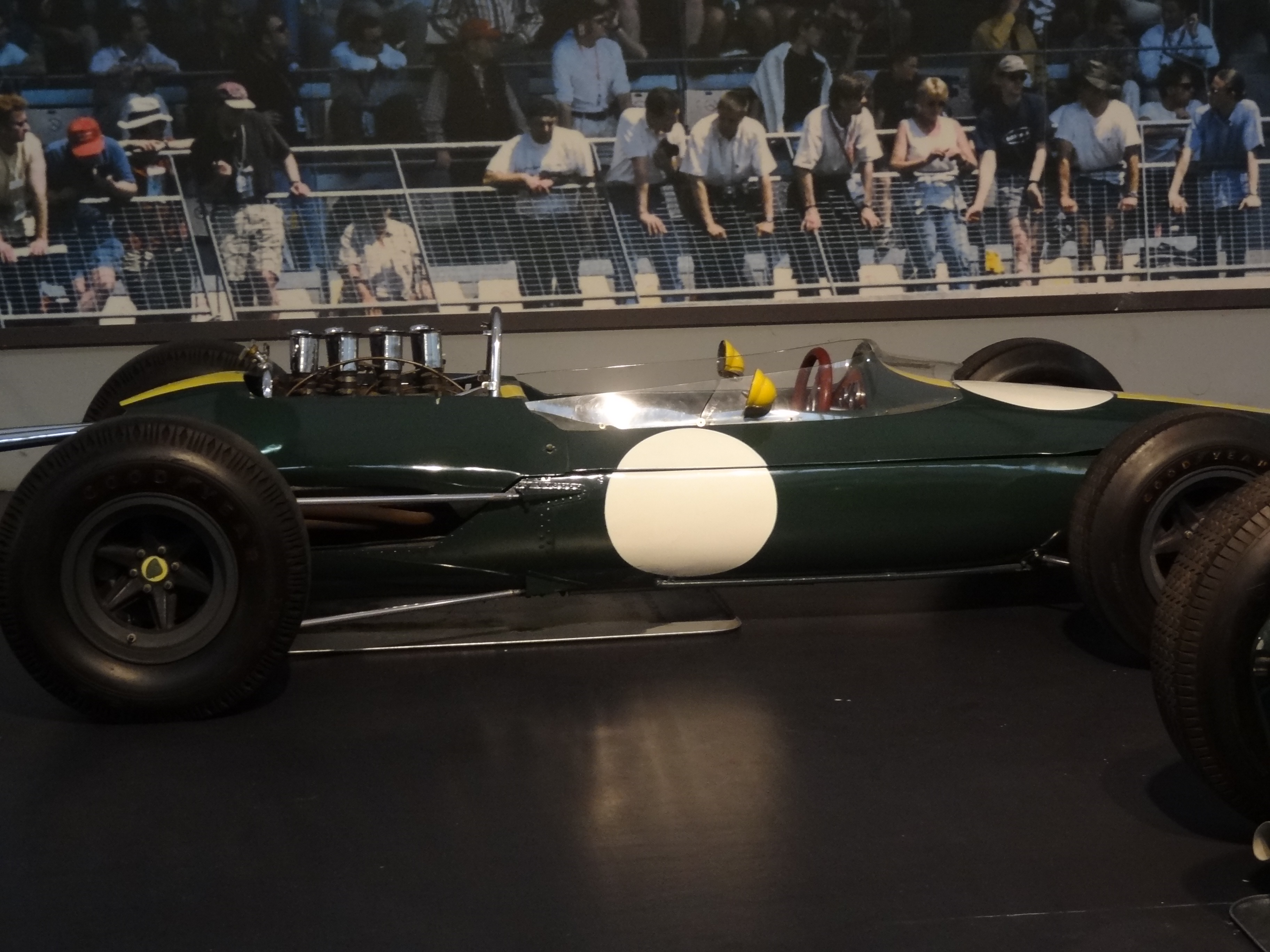
Une Lotus 33 semblable à celles de Jim Clark et Mike Spence, les plus rapides en course.

Le départ est donné le vendredi après-midi, devant cinquante mille spectateurs. Malgré le ciel couvert, il fait chaud en ce début d'été austral. En pole position, Jim Clark effectue un envol impeccable et aborde le premier virage en tête devant son coéquipier Mike Spence. Les deux Lotus officielles repassent dans cet ordre devant les stands, ayant pris un avantage significatif sur le peloton de chasse, mené par le pilote-constructeur Jack Brabham. Assez mal parti depuis la première ligne, John Surtees est seulement cinquième mais le pilote britannique talonne bientôt la Cooper de Bruce McLaren, qu'il parvient à déborder début du troisième tour. Une boucle plus tard, il dépossède Brabham de sa troisième place ; la Ferrari du champion du monde compte alors quatre secondes de retard sur Spence, qui tente de s'accrocher au sillage de Clark. Les deux Lotus ont adopté une cadence très élevée et se mettent rapidement hors de portée de leurs adversaires. Malgré tous ses efforts, Surtees, qui s'est détaché du reste du peloton, perd régulièrement près d'une demi-seconde au tour sur Clark. Après seulement un quart d'heure de course, les positions semblent déjà figées : Clark caracole en tête deux secondes devant son coéquipier et huit secondes devant Surtees. Un peu plus loin, Brabham ne compte que quelques longueurs d'avance sur la BRM de Graham Hill, tandis que McLaren roule isolé en sixième position. Septième en début de course, Joakim Bonnier a été contraint de s'arrêter au stand à cause d'une bride de réservoir cassée et se trouve très attardé. Aucun incident notable ne va se produire jusqu'à la mi-course, Clark ayant alors porté son avance sur Spence à treize secondes. Huit secondes plus loin, Surtees se maintient à la troisième place, mais Brabham s'est nettement rapproché de lui. Mais un tête-à-queue de Spence dans l'épingle précédant la ligne droite des stands va quelque peu bouleverser la physionomie de l'épreuve : Spence perd une bonne partie de son avance sur Surtees qui dès lors va s'efforcer de revenir dans le sillage de la deuxième Lotus, Brabham haussant également le rythme pour garder le contact avec la Ferrari. Il n'en est qu'à une seconde lorsque, au cinquante-troisième tour, des problèmes d'allumage viennent perturber sa progression. Hill s'empare aussitôt de la quatrième place, tandis que l'Australien va s'arrêter au stand quelques boucles plus tard pour faire remplacer sa batterie. Il en repartira très attardé, ayant perdu toute chance de bien figurer.
Alors que Clark poursuit sa chevauchée victorieuse, Surtees harcèle Spence sans relâche. Au soixantième tour, ce dernier part une nouvelle fois à la faute dans l'épingle. Surtees parvient à l'éviter et prend la deuxième place. Spence doit également laisser passer Hill avant de reprendre la piste et se retrouve quatrième. Clark compte une demi-minute d'avance sur Surtees, Hill étant cinq secondes plus loin. Loin derrière Spence, McLaren, cinquième, est sur le point de se faire doubler par Clark. Pour sa première course de championnat du monde, Jackie Stewart, auteur d'une course régulière, termine en sixième position. Malgré un moteur à peine rodé, le jeune pilote écossais avait longtemps bataillé avec la Ferrari de Lorenzo Bandini avant que celui-ci ne s'arrête au stand pour un problème électrique. Les positions sont désormais acquises et les vingt-cinq derniers tours n'apporteront aucun changement, Clark remportant une éclatante victoire devant Surtees et Hill. Les Lotus ont nettement dominé leurs concurrentes, seule la double faute de Spence ayant privé l'équipe de Colin Chapman d'un doublé.

### Classements intermédiaires
Classements intermédiaires des monoplaces aux premier, troisième, cinquième, dixième, quinzième, vingtième, trentième, quarantième, cinquantième, soixantième et soixante-dixième tours,.

### Classement de la course

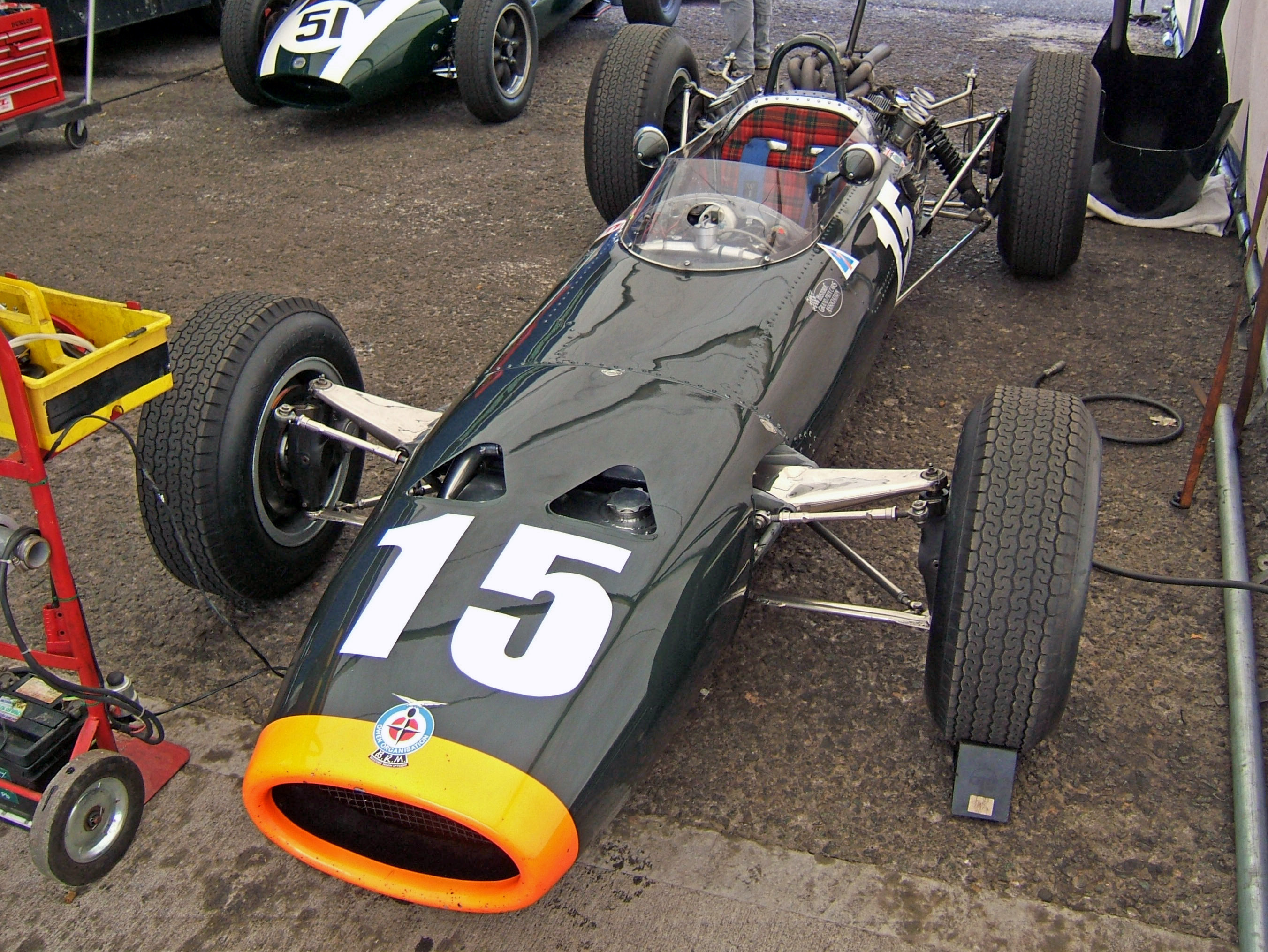
C'est sur une BRM P261 que Jackie Stewart a disputé sa première épreuve de championnat du monde, avec une encourageante sixième place à la clef.

| Pos  | N° | Pilote           | Écurie         | Tours | Temps/Abandon                 | Grille | Points |
| ---- | -- | ---------------- | -------------- | ----- | ----------------------------- | ------ | ------ |
| 1    | 5  | Jim Clark        | Lotus-Climax   | 85    | 2 h 06 min 46 s 0             | 1      | 9      |
| 2    | 1  | John Surtees     | Ferrari        | 85    | 2 h 07 min 15 s 0 (+ 29 s 0)  | 2      | 6      |
| 3    | 3  | Graham Hill      | BRM            | 85    | 2 h 07 min 17 s 8 (+ 31 s 8)  | 5      | 4      |
| 4    | 6  | Mike Spence      | Lotus-Climax   | 85    | 2 h 07 min 40 s 4 (+ 54 s 4)  | 4      | 3      |
| 5    | 9  | Bruce McLaren    | Cooper-Climax  | 84    | 2 h 07 min 14 s 5 (+ 1 tour)  | 8      | 2      |
| 6    | 4  | Jackie Stewart   | BRM            | 83    | 2 h 07 min 14 s 9 (+ 2 tours) | 11     | 1      |
| 7    | 12 | Joseph Siffert   | Brabham-BRM    | 83    | 2 h 07 min 37 s 8 (+ 2 tours) | 14     |        |
| 8    | 7  | Jack Brabham     | Brabham-Climax | 81    | 2 h 06 min 52 s 8 (+ 4 tours) | 3      |        |
| 9    | 18 | Paul Hawkins     | Brabham-Ford   | 81    | 2 h 07 min 42 s 3 (+ 4 tours) | 16     |        |
| 10   | 20 | Peter de Klerk   | Alfa Romeo     | 79    | + 6 tours                     | 17     |        |
| 11   | 15 | Tony Maggs       | Lotus-BRM      | 77    | + 8 tours                     | 13     |        |
| 12   | 16 | Frank Gardner    | Brabham-BRM    | 75    | + 10 tours                    | 15     |        |
| 13   | 25 | Sam Tingle       | LDS-Alfa Romeo | 73    | + 12 tours                    | 20     |        |
| 14   | 19 | David Prophet    | Brabham-Ford   | 71    | + 14 tours                    | 19     |        |
| 15   | 2  | Lorenzo Bandini  | Ferrari        | 66    | Allumage                      | 6      |        |
| Nc.  | 14 | Bob Anderson     | Brabham-Climax | 50    | + 35 tours                    | 12     |        |
| Abd. | 11 | Joakim Bonnier   | Brabham-Climax | 42    | Embrayage                     | 7      |        |
| Abd. | 10 | Jochen Rindt     | Cooper-Climax  | 39    | Panne électrique              | 10     |        |
| Abd. | 17 | John Love        | Cooper-Climax  | 20    | Transmission                  | 18     |        |
| Abd. | 8  | Dan Gurney       | Brabham-Climax | 11    | Allumage                      | 9      |        |
| Nq.  | 28 | Trevor Blokdyk   | Cooper-Ford    |       | Non qualifié                  |        |        |
| Nq.  | 23 | Neville Lederle  | Lotus-Climax   |       | Non qualifié                  |        |        |
| Nq.  | 21 | Doug Serrurier   | LDS-Climax     |       | Non qualifié                  |        |        |
| Nq.  | 27 | Brausch Niemann  | Lotus-Ford     |       | Non qualifié                  |        |        |
| Nq.  | 22 | Ernie Pieterse   | Lotus-Climax   |       | Non qualifié                  |        |        |
| Npq. | 24 | Clive Puzey      | Lotus-Climax   |       | Non préqualifié               |        |        |
| Npq. | 29 | Jackie Pretorius | LDS-Alfa Romeo |       | Non préqualifié               |        |        |
| Npq. | 32 | Dave Charlton    | Lotus-Ford     |       | Non préqualifié               |        |        |

Légende :
- Abd.=Abandon

### Pole position et record du tour
- Pole position :  Jim Clark (Lotus) en 1 min 27 s 2 (vitesse moyenne : 161,835 km/h). Temps réalisé lors de la séance d'essais matinale du mercredi 30 décembre 1964[1].
- Meilleur tour en course :  Jim Clark (Lotus) en 1 min 27 s 6 (vitesse moyenne : 161,096 km/h) au quatre-vingtième tour.

#### Évolution du record du tour en course
Le meilleur tour fut amélioré onze fois au cours de l'épreuve.

### Tours en tête
- Jim Clark : 85 tours (1-85)

## Classement général à l'issue de la course
- Attribution des points : 9, 6, 4, 3, 2, 1 respectivement aux six premiers de chaque épreuve.
- Pour la coupe des constructeurs, même barème et seule la voiture la mieux classée de chaque équipe inscrit des points.
- Seuls les six meilleurs résultats sont comptabilisés.
- Le règlement permet aux pilotes de se relayer sur une même voiture, les points éventuellement acquis étant alors perdus pour pilotes et constructeur
- Sur onze manches qualificatives prévues pour le championnat du monde 1965, dix seront effectivement courues, les organisateurs du Grand Prix d'Autriche (programmé le 22 août) ayant annulé l'épreuve en cours de saison[1].

| Pos. | Pilote         | Écurie  | Points | AFS | MON | BEL | FRA | GBR | NL | ALL | AUT | ITA | USA | MEX |
| ---- | -------------- | ------- | ------ | --- | --- | --- | --- | --- | -- | --- | --- | --- | --- | --- |
| 1    | Jim Clark      | Lotus   | 9      | 9   |     |     |     |     |    |     |     |     |     |     |
| 2    | John Surtees   | Ferrari | 6      | 6   |     |     |     |     |    |     |     |     |     |     |
| 3    | Graham Hill    | BRM     | 4      | 4   |     |     |     |     |    |     |     |     |     |     |
| 4    | Mike Spence    | Lotus   | 3      | 3   |     |     |     |     |    |     |     |     |     |     |
| 5    | Bruce McLaren  | Cooper  | 2      | 2   |     |     |     |     |    |     |     |     |     |     |
| 6    | Jackie Stewart | BRM     | 1      | 1   |     |     |     |     |    |     |     |     |     |     |

| Pos. | Écurie        | Points | AFS | MON | BEL | FRA | GBR | NL | ALL | AUT | ITA | USA | MEX |
| ---- | ------------- | ------ | --- | --- | --- | --- | --- | -- | --- | --- | --- | --- | --- |
| 1    | Lotus-Climax  | 9      | 9   |     |     |     |     |    |     |     |     |     |     |
| 2    | Ferrari       | 6      | 6   |     |     |     |     |    |     |     |     |     |     |
| 3    | BRM           | 4      | 4   |     |     |     |     |    |     |     |     |     |     |
| 4    | Cooper-Climax | 2      | 2   |     |     |     |     |    |     |     |     |     |     |

## À noter
- 14e victoire en championnat du monde pour Jim Clark qui signe un chelem (pole, victoire, record du tour et course menée de bout en bout).
- 19e victoire en championnat du monde pour Lotus en tant que constructeur.
- 35e victoire en championnat du monde pour Climax en tant que motoriste.
- Débuts en championnat du monde pour Paul Hawkins et Jackie Stewart.
- Première tentative en championnat du monde pour Dave Charlton et Jackie Pretorius, non pré-qualifiés.
- Première et unique tentative en championnat du monde pour Clive Puzey, non pré-qualifié.
- Dernier Grand Prix en championnat du monde pour Tony Maggs et David Prophet.
- Dernière tentative en championnat du monde pour Trevor Blokdyk, Neville Lederle, Brausch Niemann, Ernie Pieterse et Doug Serrurier, non qualifiés.
- Premiers points au championnat pour Jackie Stewart.